# L'Hotel Royal
L'Hotel Royal (títol original en anglès, The Royal Hotel) és una pel·lícula de thriller psicològic australià del 2023 dirigida per Kitty Green, que va coescriure el guió amb Oscar Redding. La pel·lícula és protagonitzada per Julia Garner, Jessica Henwick, Toby Wallace i Hugo Weaving. Està inspirada en el documental del 2016 Hotel Coolgardie de Pete Gleeson. S'ha doblat i subtitulat al català.
Es va exhibir per primer cop al 50è Festival de Cinema de Telluride l'1 de setembre de 2023. Es va estrenar als cinemes d'Austràlia amb la distribució de Transmission Films el 23 de novembre de 2023.